# Vajda Milán
Vajda Milán (Budapest, 1979. október 11. –) magyar színész.

## Pályája
1999-ben nyert felvételt a Színház- és Filmművészeti Egyetemre Máté Gábor és Horvai István osztályába. Gyakorlatát az egri Gárdonyi Géza Színházban töltötte, 2003-ban, a diploma megszerzése után itt is kapott szerződést. 2011 óta az Örkény Színház művésze.
Az egyetem elvégzése után egykori osztálytársaival megalapította az AlkalMáté Trupp nevű csoportot, melynek tagjai minden évben kisorsolnak egy személyt, akinek az életét nyáron színre viszik a Zsámbéki Művészeti Bázison.
Édesapja Vajda László Jászai Mari-díjas, érdemes művész, a Katona József Színház alapító tagja.

## Szerepei

### Egyetemi hallgatóként
- Esterházy: Egy nő (hét nő, kilenc férfi) - MűvészetMalom, Szentendre
- Thomas: A mi erdőnk alján - Madách Kamara
- Shakespeare: Szentivánéji álom (Demetrius) - MűvészetMalom, Szentendre
- Szép- Galambos- Faragó: Ádámcsutka (Gyulus) - Új Színház
- Bodó: Attack (Kórus) - Katona József Színház
- Masteroff- Kander- Ebb: Kabaré (Schultz úr) - Ódry Színpad
- Csehov: Slussz (Platonov) - Ódry Színpad
- Shakespeare: Ahogy tetszik (Silvius, pásztor) - egri Gárdonyi Géza Színház
- Vinnai- Bodó: Motel - Katona József Színház

### Egri Gárdonyi Géza Színház
- Gádor- Böhm- Korcsmáros: Otelló Gyulaházán (Tornyos Franci, a táncoskomikus)
- Shaw- Lerner- Loewe: My Fair Lady (Harry)
- Csehov: Három nővér (Rode, Vlagyimir Karlovics, hadnagy)
- Békés: A félőlény (Félőlény)
- Toepler: A látszat dzsal (Saláta Feri)
- Szophoklész: Oidipusz (Hírnök)
- Gorkij: Éjjeli menedékhely (Szatyin)
- Békés: Dezsavű
- Szilágyi- Kellér- Ábrahám- Harmath: 3:1 a szerelem javára (Braun)
- Molnár: A Pál utcai fiúk (Csónakos)
- Feydeau: A hülyéje (Soldignac)
- Goethe: Faust (Mephistopheles; Komédiás)
- Bacsó: Te rongyos élet (Nyomozó)
- Shakespeare: A tél meséje (Antigonus, szicíliai nemesúr
- Mroźek: Tangó (Artúr, a fiú)
- McDonagh: A párnaember (Ariel)
- Verne- Végh- Molnár Keresztyén: 80 nap alatt a Föld körül (Fix nyomozó)
- Márton: A nagyratörő (Sennyei Pongrác, udvarmester Gálffi után)
- Wesker: A konyha (Paul)
- Shakespeare: A velencei kalmár (Lanzelo Gobbo; A dózse)
- Schimmelpfennig: Aliz! (Humpty Tojás; Hercegnő)
- Chandler- Zsótér: Elkéstél, Terry! (Dr. Verringer)
- Csehov: Vadméz (Szergej Pavlovics Vojnyicev, Anna mostohafia)
- Csörgess Meg!
- Dumas: A kaméliás hölgy (Varville)
- Harmath- Fényes: Maya (Dixi)
- Claudel: A selyemcipő (A spanyol király (Don Gusman) )
- Csiky: Prolik (Ingyenélők) (Timót Pál)
- Bulgakov- Babarczy- Morcsányi: A Mester és Margarita (Azazelo, Woland kísérője)
- Martos- Huszka: Gül Baba (Bíró)
- Molnár: Olympia (Albert)

### Örkény Színház
- Miller: Pillantás a hídról (Kar)
- Sz. K. Alekszandr: Tarelkin halála (Iván Antonovics Raszplujev, megbízott körzeti rendőrbiztos; Hivatalnok)
- Jelinek: Mi történt, miután Nóra elhagyta a férjét, avagy a társaságok támasza (Weygang konzul)
- Ibsen: Peer Gynt
- Szigligeti- Mohácsi- Mohácsi: Liliomfi (Gyuri, pincér)
- Dorst- Gáspár- Bánki: Merlin, avagy Isten, Haza, Család
- Mann: A Kék Angyal, avagy egy zsarnok vége (Von Erztum, diák; Lorenzen borkereskedő
- Czigány: Csoda és Kósza
- Csehov: Meggyeskert (Trofimov)
- Shakespeare: A vihar (Caliban)
- Molière - Mohácsi: A képzelt beteg (D'Auveregne, orvos)
- Shakespeare: Hamlet (Rosencrantz)

### AlkalMáté Trupp
- Lőkös: Migrénes csirke
- "Éjféltájban mondta meg, hogy mi baja"
- Járó Zsuzsa
- Szan(d)tner Anna
- Kovács Patrícia
- Baróthy (Máthé Zsolt)
- Mészáros Máté
- Péter Kata

## Filmjei
- Jött egy busz (Gengszter) 2003
- Kivilágos kivirradtig (Legatus) 2005
- Decameron 2007 (2007)
- Bányató (2007)
- Dolina (Petrus) 2007
- Magvető (Optimista) 2009
- A félelem völgye (2009)
- Ki/Be Tawaret (Máté) 2010
- Hajónapló (Biztonsági őr) 2010
- Szinglik éjszakája (Biztonsági őr) 2010
- Motel (2012)
- Megdönteni Hajnal Tímeát (Szakállas srác) 2014
- Az éjszakám a nappalod (Turi) 2014
- Drága örökösök (Főszakács) 2020
- A mi kis falunk (Haver) 2022
- Pepe (Sejk) 2022

## Díjai
- Vidor Fesztivál - Brighella-díj a legjobb férfi epizódalakításért (2004)
- Márciusi Ifjak Díj (2010)